# Dub u slepého ramene v Malšovicích
Dub u slepého ramene v Malšovicích je památný strom – dub letní nacházející se u slepého ramene řeky Orlice u loděnice u obce Malšovice v okrese Hradec Králové. Dub je chráněn jako významná krajinná dominanta a strom významný svým vzrůstem.

## Popis
- výška: 19 m
- obvod kmene: 385 cm[1]

## Fotogalerie

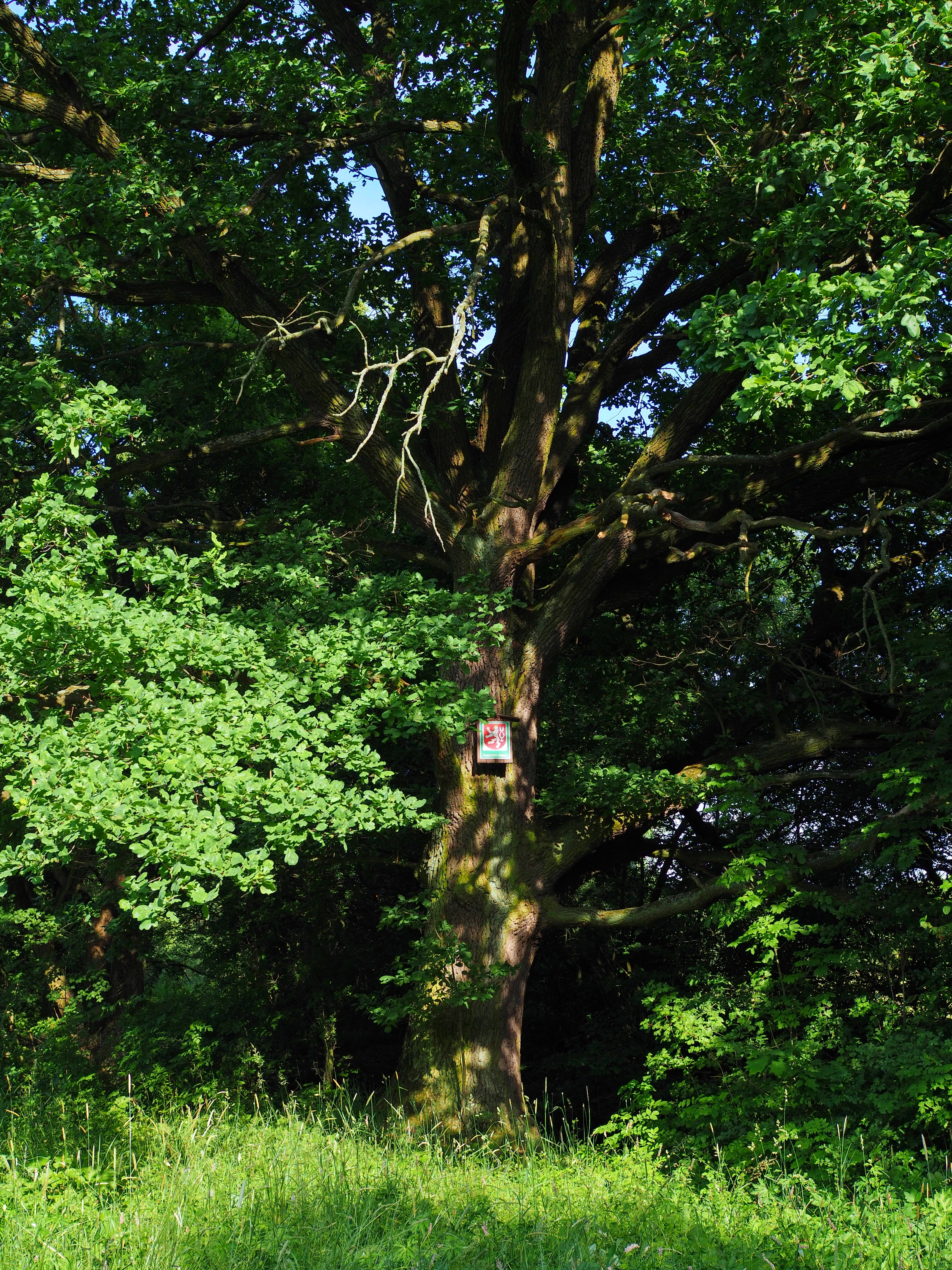
Dub u slepého ramene v Malšovicích
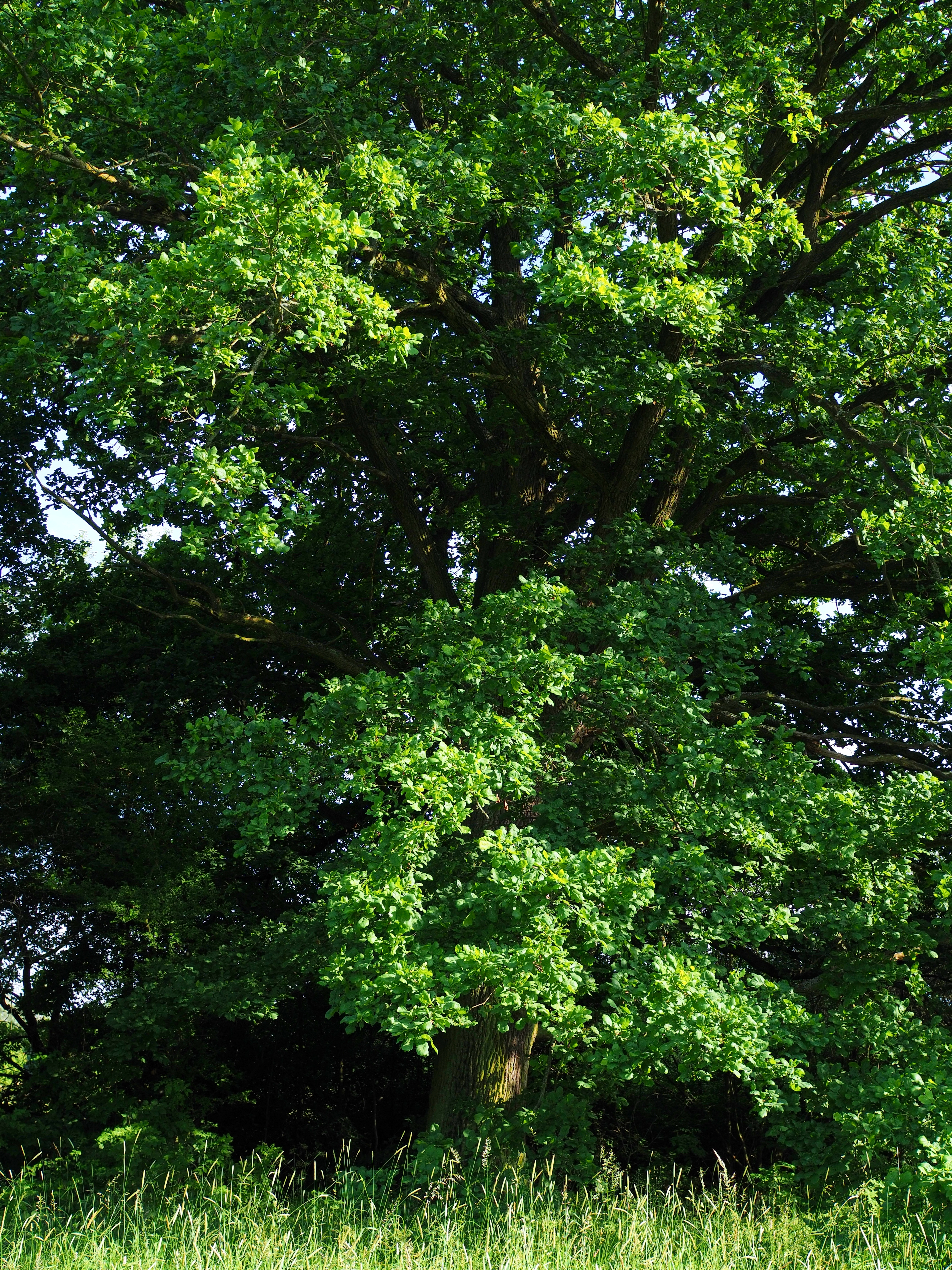
Dub u slepého ramene v Malšovicích
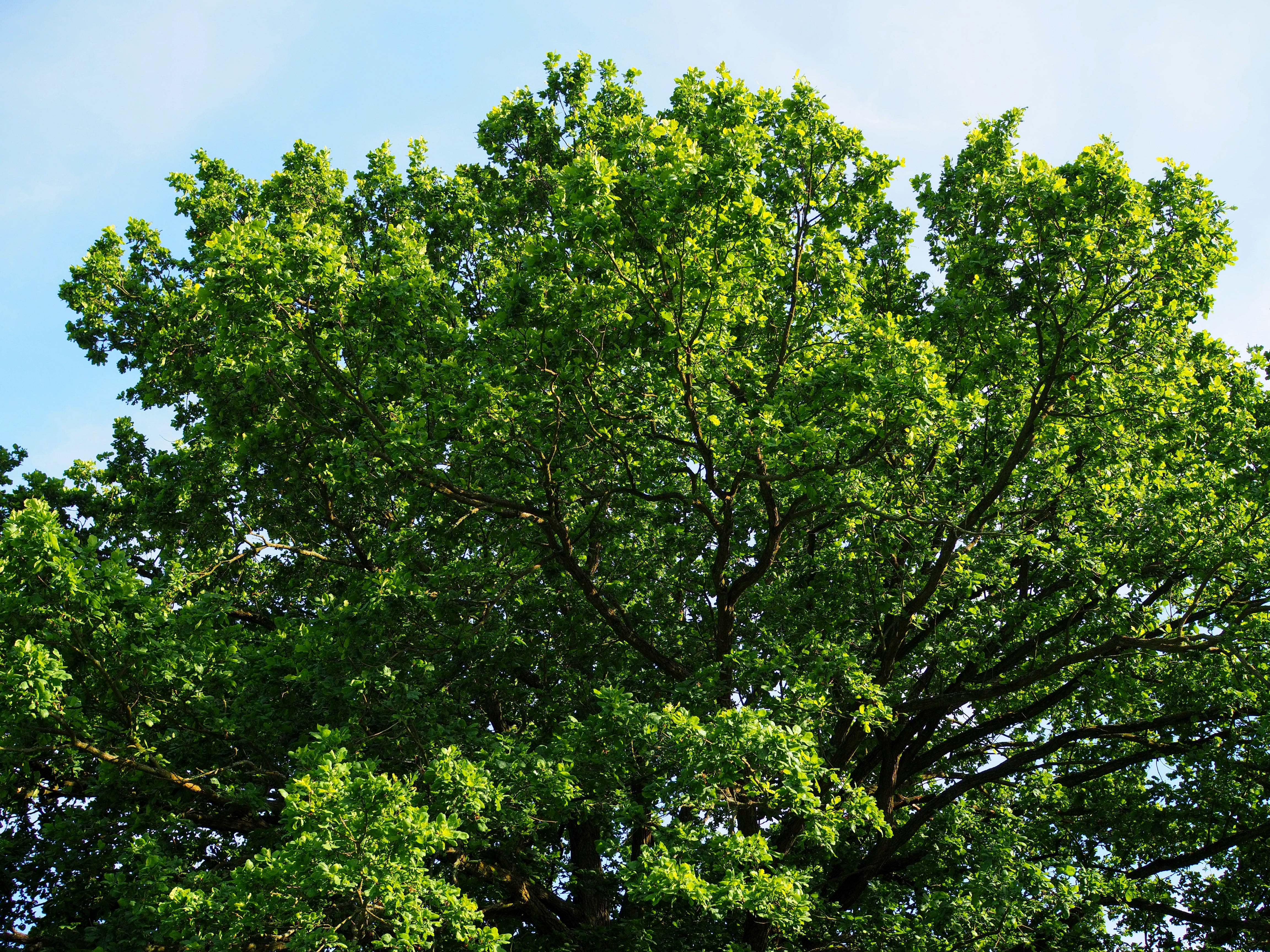
Dub u slepého ramene v Malšovicích

## Památné a významné stromy v okolí
- Dub letní u loděnice v Malšovicích